# Persone di nome Barry
| Questa pagina contiene informazioni ricavate automaticamente dalle voci biografiche con l'ausilio del template Bio e di un bot. L'aggiornamento è periodico e automatico e ricostruisce completamente la pagina. Se manca una persona in questa lista, sei pregato di non aggiungerla, ma accertati piuttosto che la sua voce biografica contenga il template Bio e che i dati anagrafici siano correttamente compilati. Se il template Bio manca, inseriscilo tu stesso o, in alternativa, metti l'avviso {{tmp\|Bio}} che ne segnala la mancanza. Se i dati riportati sono sbagliati, correggi direttamente la voce biografica; le modifiche saranno visibili in questa lista entro pochi giorni. Per chiarimenti vedi il progetto antroponimi. La lista contiene solo le 184 persone che sono citate nell'enciclopedia e per le quali è stato implementato correttamente il template Bio. Pagina aggiornata al 16 ott 2024. |

Questa è una lista di persone presenti nell'enciclopedia che hanno il prenome Barry, suddivise per attività principale.

## Allenatori di calcio(12)
- Barry Barto, allenatore di calcio e ex calciatore statunitense (Filadelfia, n. 1950)
- Barry Bridges, allenatore di calcio e ex calciatore inglese (Horsford, n. 1941)
- Barry Ferguson, allenatore di calcio e ex calciatore scozzese (Glasgow, n. 1978)
- Barry Hughes, allenatore di calcio e calciatore gallese (Caernarfon, n. 1937 - Amsterdam, † 2019)
- Barry Hunter, allenatore di calcio e ex calciatore nordirlandese (Coleraine, n. 1968)
- Barry Lloyd, allenatore di calcio e calciatore inglese (Hillingdon, n. 1949 - † 2024)
- Barry Nicholson, allenatore di calcio e ex calciatore scozzese (Dumfries, n. 1978)
- Barry Powell, allenatore di calcio e ex calciatore inglese (Kenilworth, n. 1954)
- Barry Roche, allenatore di calcio e ex calciatore irlandese (Dublino, n. 1982)
- Barry Salvage, allenatore di calcio e calciatore inglese (Bristol, n. 1948 - Eastbourne, † 1986)
- Barry Venison, allenatore di calcio e ex calciatore inglese (Consett, n. 1964)
- Barry Whitbread, allenatore di calcio e ex calciatore inglese (Liverpool, n. 1949)

## Allenatori di football americano(1)
- Barry Switzer, allenatore di football americano statunitense (Crossett, n. 1937)

## Allenatori di hockey su ghiaccio(1)
- Barry Smith, allenatore di hockey su ghiaccio e dirigente sportivo statunitense (Buffalo, n. 1952)

## Allenatori di pallacanestro(2)
- Barry Barnes, allenatore di pallacanestro e ex cestista australiano (Melbourne, n. 1942)
- Barry Rohrssen, allenatore di pallacanestro statunitense (New York, n. 1960)

## Ammiragli(1)
- Barry Domvile, ammiraglio britannico (n. 1878 - † 1971)

## Archeologi(1)
- Barry Cunliffe, archeologo britannico (n. 1939)

## Artisti(1)
- Barry Blitt, artista canadese (Côte-Saint-Luc, n. 1958)

## Astronauti(1)
- Barry Wilmore, astronauta statunitense (Murfreesboro, n. 1962)

## Attivisti(1)
- Barry Horne, attivista britannico (Northampton, n. 1952 - Worcester, † 2001)

## Attori(26)
- Barry Bostwick, attore statunitense (San Mateo, n. 1945)
- Barry Coe, attore statunitense (Los Angeles, n. 1934 - Palm Desert, † 2019)
- Barry Corbin, attore statunitense (Lubbock, n. 1940)
- Barry Fitzgerald, attore irlandese (Dublino, n. 1888 - Dublino, † 1961)
- Barry Foster, attore britannico (Beeston, n. 1931 - Guildford, † 2002)
- Barry Gordon, attore e doppiatore statunitense (Brookline, n. 1948)
- Barry Shabaka Henley, attore statunitense (New Orleans, n. 1954)
- Barry Jackson, attore inglese (Birmingham, n. 1938 - Londra, † 2013)
- Barry James, attore inglese
- Barry Jones, attore britannico (Saint Peter Port, n. 1893 - Guernsey, † 1981)
- Barry Kelley, attore statunitense (Chicago, n. 1908 - Woodland Hills, † 1991)
- Barry Keoghan, attore irlandese (Dublino, n. 1992)
- Barry Livingston, attore statunitense (Los Angeles, n. 1953)
- Barry McEvoy, attore britannico (Belfast, n. 1967)
- Barry Miller, attore statunitense (Los Angeles, n. 1958)
- Barry Morse, attore britannico (Shoreditch, n. 1918 - Londra, † 2008)
- Barry Nelson, attore statunitense (San Francisco, n. 1917 - Contea di Bucks, † 2007)
- Barry Newman, attore statunitense (Boston, n. 1930 - New York, † 2023)
- Barry Otto, attore australiano (Brisbane, n. 1941)
- Barry Pearl, attore statunitense (Lancaster, n. 1950)
- Barry Pepper, attore canadese (Campbell River, n. 1970)
- Barry Primus, attore e regista statunitense (New York, n. 1938)
- Barry Sloane, attore britannico (Liverpool, n. 1981)
- Barry Tubb, attore e regista statunitense (Snyder, n. 1963)
- Barry Van Dyke, attore statunitense (Atlanta, n. 1951)
- Barry Williams, attore statunitense (Santa Monica, n. 1954)

## Bassisti(2)
- Barry Dunaway, bassista statunitense (St. Petersburg, n. 1958)
- Barry Sparks, bassista e chitarrista statunitense (Lucasville, n. 1968)

## Batteristi(3)
- Barry Altschul, batterista statunitense (New York, n. 1943)
- Thunderstick, batterista britannico (Londra, n. 1954)
- Barry Smith, batterista e percussionista statunitense (Bellingham, n. 1946 - Londra, † 2017)

## Biochimici(1)
- Barry Sears, biochimico e nutrizionista statunitense (Long Beach, n. 1947)

## Biologi(1)
- Barry Commoner, biologo e politico statunitense (New York, n. 1917 - New York, † 2012)

## Botanici(1)
- Barry Rice, botanico statunitense

## Calciatori(18)
- Barry Bannan, calciatore scozzese (Glasgow, n. 1989)
- Barry Daines, ex calciatore inglese (Witham, n. 1951)
- Barry Douglas, calciatore scozzese (Glasgow, n. 1989)
- Barry Hawkes, calciatore inglese (Easington, n. 1938 - † 2016)
- Barry Hayles, ex calciatore giamaicano (Londra, n. 1972)
- Barry Horne, ex calciatore britannico (St Asaph, n. 1962)
- Barry Johnson, calciatore inglese
- Barry Maguire, calciatore olandese (Tiel, n. 1989)
- Barry Mahy, calciatore inglese (Doncaster, n. 1942 - † 2020)
- Barry McArthur, ex calciatore inglese (Nottingham, n. 1947)
- Barry Murphy, ex calciatore irlandese (Dublino, n. 1985)
- Barry Opdam, ex calciatore olandese (Leida, n. 1976)
- Barry Pickering, ex calciatore neozelandese (n. 1956)
- Barry Quinn, ex calciatore irlandese (Dublino, n. 1979)
- Barry Robson, ex calciatore scozzese (Aberdeen, n. 1978)
- Barry Rowan, ex calciatore inglese (Willesden, n. 1942)
- Barry Siddall, ex calciatore inglese (Ellesmere Port, n. 1954)
- Barry Watling, ex calciatore britannico (Walthamstow, n. 1946)

## Canoisti(1)
- Barry Kelly, ex canoista australiano (n. 1954)

## Cantanti(4)
- Barry Gibb, cantante, compositore e produttore discografico britannico (Douglas, n. 1946)
- Barry Dennen, cantante, attore e sceneggiatore statunitense (Chicago, n. 1938 - Burbank, † 2017)
- Barry Manilow, cantante statunitense (New York, n. 1943)
- Barry Ryan, cantante britannico (Leeds, n. 1948 - † 2021)

## Cantautori(2)
- Barry McGuire, cantautore statunitense (Oklahoma City, n. 1935)
- Barry White, cantautore, polistrumentista e arrangiatore statunitense (Galveston, n. 1944 - Los Angeles, † 2003)

## Cestisti(14)
- Barry Brown, cestista statunitense (St. Petersburg, n. 1996)
- B.J. Elder, ex cestista statunitense (Madison, n. 1982)
- Barry Howson, ex cestista canadese (London, n. 1939)
- Barry Kramer, ex cestista statunitense (Schenectady, n. 1942)
- Barry Leibowitz, ex cestista statunitense (New York, n. 1945)
- Barry Mungar, ex cestista canadese (Ottawa, n. 1961)
- Barry Nelson, ex cestista statunitense (n. 1949)
- Barry Orms, ex cestista statunitense (St. Louis, n. 1946)
- Barry Parkhill, ex cestista e allenatore di pallacanestro statunitense (Filadelfia, n. 1951)
- Barry Stevens, cestista e allenatore di pallacanestro statunitense (Flint, n. 1963 - Gary, † 2007)
- Barry Stewart, ex cestista statunitense (Shelbyville, n. 1988)
- Barry Sumpter, ex cestista statunitense (Brooklyn, n. 1965)
- Barry White, ex cestista e allenatore di pallacanestro statunitense (Newark, n. 1947)
- Barry Yates, ex cestista statunitense (Randolph, n. 1946)

## Chirurghi(1)
- Barry Edward O'Meara, chirurgo irlandese (Irlanda, n. 1786 - Londra, † 1836)

## Chitarristi(1)
- Barry Goudreau, chitarrista statunitense (Boston, n. 1951)

## Ciclisti su strada(1)
- Barry Markus, ex ciclista su strada e pistard olandese (Amsterdam, n. 1991)

## Compositori(5)
- Barry De Vorzon, compositore, produttore discografico e cantante statunitense (New York, n. 1934)
- Barry Gray, compositore inglese (n. 1908 - Guernsey, † 1984)
- Barry Leitch, compositore scozzese (Strathaven, n. 1970)
- Barry Mann, compositore, musicista e paroliere statunitense (New York, n. 1939)
- Barry Truax, compositore canadese (Chatman, n. 1947)

## Compositori di scacchi(1)
- Barry Barnes, compositore di scacchi inglese (Brighton, n. 1937)

## Criminali(1)
- Barry Seal, criminale e aviatore statunitense (Baton Rouge, n. 1939 - Baton Rouge, † 1986)

## Direttori della fotografia(1)
- Barry Ackroyd, direttore della fotografia britannico (Manchester, n. 1954)

## Disc jockey(1)
- Dr. Demento, disc jockey e musicologo statunitense (Minneapolis, n. 1941)

## Economisti(1)
- Barry Eichengreen, economista statunitense (n. 1952)

## Filosofi(1)
- Barry Smith, filosofo britannico (Bury, n. 1952)

## Fisici(2)
- Barry Clark Barish, fisico statunitense (Omaha, n. 1936)
- Barry Simon, fisico e matematico statunitense (New York, n. 1946)

## Fotografi(1)
- Barry Iverson, fotografo statunitense (n. 1956)

## Fumettisti(1)
- Barry Windsor-Smith, fumettista britannico (Forest Gate, n. 1949)

## Giocatori di baseball(2)
- Barry Bonds, ex giocatore di baseball statunitense (Riverside, n. 1964)
- Barry Larkin, giocatore di baseball statunitense (Cincinnati, n. 1964)

## Giocatori di curling(1)
- Barry Niamark, giocatore di curling canadese

## Giocatori di football americano(5)
- Dino Hackett, ex giocatore di football americano statunitense (Greensboro, n. 1964)
- Barry Redden, ex giocatore di football americano statunitense (Sarasota, n. 1960)
- Barry Sanders, ex giocatore di football americano statunitense (Wichita, n. 1968)
- Barry Wilburn, ex giocatore di football americano statunitense (Memphis, n. 1963)
- Barry Word, ex giocatore di football americano statunitense (Long Island, n. 1964)

## Giocatori di poker(2)
- Barry Greenstein, giocatore di poker statunitense (Chicago, n. 1954)
- Barry Shulman, giocatore di poker statunitense (Seattle, n. 1946)

## Giocatori di snooker(2)
- Barry Hawkins, giocatore di snooker inglese (Ditton, n. 1979)
- Barry Pinches, giocatore di snooker inglese (Norwich, n. 1970)

## Giornalisti(2)
- Barry Michael Cooper, giornalista e sceneggiatore statunitense
- Barry Sussman, giornalista e scrittore statunitense (Brooklyn, n. 1934 - Rockville, † 2022)

## Hockeisti su ghiaccio(1)
- Barry Gibbs, ex hockeista su ghiaccio canadese (Lloydminster, n. 1948)

## Imprenditori(1)
- Barry Diller, imprenditore statunitense (San Francisco, n. 1942)

## Lottatori(1)
- Barry Davis, ex lottatore statunitense (Bloomfield, n. 1961)

## Matematici(1)
- Barry Mazur, matematico statunitense (New York, n. 1937)

## Medici(1)
- Barry J. Marshall, medico australiano (Kalgoorlie, n. 1951)

## Militari(1)
- Barry Winchell, militare statunitense (Kansas City, n. 1977 - Fort Campbell, † 1999)

## Montatori(1)
- Barry Alexander Brown, montatore, regista e produttore cinematografico britannico (Warrington, n. 1960)

## Musicisti(2)
- Barry Adamson, musicista britannico (Manchester, n. 1958)
- Barry Scratchy Myers, musicista e disc jockey inglese

## Nuotatori(1)
- Barry Murphy, ex nuotatore irlandese (Dublino, n. 1985)

## Pastori protestanti(1)
- Barry Downing, pastore protestante statunitense (Syracuse, n. 1938)

## Pianisti(1)
- Barry Douglas, pianista britannico (Belfast, n. 1960)

## Piloti motociclistici(4)
- Barry Baltus, pilota motociclistico belga (Namur, n. 2004)
- Barry Sheene, pilota motociclistico britannico (Londra, n. 1950 - Sydney, † 2003)
- Barry Smith, pilota motociclistico australiano (Macclesfield, n. 1940)
- Barry Veneman, pilota motociclistico olandese (Zwolle, n. 1977)

## Politici(4)
- Barry Goldwater, politico statunitense (Phoenix, n. 1909 - Paradise Valley, † 1998)
- Barry Loudermilk, politico statunitense (Riverdale, n. 1963)
- Barry Moore, politico statunitense (Enterprise, n. 1966)
- Barry Rowland, politico britannico (Durham, n. 1961)

## Produttori cinematografici(1)
- Barry Spikings, produttore cinematografico britannico (Boston, n. 1939)

## Produttori televisivi(1)
- Barry Mills, produttore televisivo, sceneggiatore e doppiatore statunitense (Norfolk, n. 1965)

## Psicologi(1)
- Barry Beyerstein, psicologo canadese (Edmonton, n. 1947 - Burnaby, † 2007)

## Pugili(1)
- Barry McGuigan, ex pugile irlandese (Monaghan, n. 1960)

## Rapper(1)
- Cassidy, rapper statunitense (Filadelfia, n. 1982)

## Registi(5)
- Barry Vincent Jackson, regista, scenografo e impresario teatrale inglese (Birmingham, n. 1879 - Londra, † 1961)
- Barry Jenkins, regista, sceneggiatore e produttore cinematografico statunitense (Miami, n. 1979)
- Barry Levinson, regista, sceneggiatore e attore statunitense (Baltimora, n. 1942)
- Barry O'Neil, regista e sceneggiatore statunitense (New York, n. 1865 - New York, † 1918)
- Barry Sonnenfeld, regista, direttore della fotografia e produttore cinematografico statunitense (New York, n. 1953)

## Rugbisti a 15(2)
- Barry John, rugbista a 15 gallese (Cefneithin, n. 1945 - Cardiff, † 2024)
- Barry Williams, rugbista a 15 e allenatore di rugby a 15 britannico (Carmarthen, n. 1974)

## Sceneggiatori(1)
- Barry Morrow, sceneggiatore e produttore cinematografico statunitense (n. 1948)

## Sciatori alpini(1)
- Barry Galvin, ex sciatore alpino statunitense (n. 1967)

## Scrittori(8)
- Jean Arceneaux, scrittore statunitense (Church Point)
- Barry Eisler, scrittore statunitense (New Jersey, n. 1964)
- Barry Gifford, scrittore, poeta e sceneggiatore statunitense (Chicago, n. 1946)
- Barry Hannah, scrittore statunitense (Meridian, n. 1942 - Oxford, † 2010)
- Barry Long, scrittore australiano (n. 1926 - † 2003)
- Barry N. Malzberg, scrittore e curatore editoriale statunitense (New York, n. 1939)
- Barry Miles, scrittore inglese (Cirencester, n. 1943)
- Barry Unsworth, scrittore inglese (Wingate, n. 1930 - Perugia, † 2012)

## Scrittori di fantascienza(1)
- Barry B. Longyear, scrittore di fantascienza, sceneggiatore e glottoteta statunitense (Harrisburg, n. 1942)

## Scultori(1)
- Barry Flanagan, scultore britannico (Prestatyn, n. 1941 - Santa Eulalia del Río, † 2009)

## Storici(1)
- Barry Strauss, storico statunitense (New York, n. 1953)

## Tastieristi(3)
- Barry Andrews, tastierista e musicista britannico (Londra, n. 1956)
- Barry Beckett, tastierista e produttore discografico statunitense (Birmingham, n. 1943 - Hendersonville, † 2009)
- Barry Goldberg, tastierista, cantautore e produttore discografico statunitense (Chicago, n. 1942)

## Tennisti(3)
- Barry Cowan, ex tennista britannico (Southport, n. 1974)
- Barry MacKay, tennista e telecronista sportivo statunitense (Cincinnati, n. 1935 - San Francisco, † 2012)
- Barry Phillips-Moore, tennista australiano (Adelaide, n. 1937 - † 2023)

## Vescovi cattolici(1)
- Barry Christopher Knestout, vescovo cattolico statunitense (Cheverly, n. 1962)

## Wrestler(6)
- Bull Buchanan, ex wrestler statunitense (Bowdon, n. 1968)
- Barry Hardy, ex wrestler statunitense (Richmond, n. 1962)
- Barry Horowitz, ex wrestler statunitense (St. Petersburg, Florida, n. 1959)
- Smash, wrestler statunitense (Minneapolis, n. 1959)
- Barry Windham, ex wrestler statunitense (Sweetwater, n. 1960)
- Wolfgang, wrestler britannico (Glasgow, n. 1986)